# Познановићи
Познановићи су насељено мјесто у општини Сребреница, Република Српска, БиХ. Према попису становништва из 1991. у насељу је живјело 450 становника.

## Становништво 1991.
По посљедњем службеном попису становништва из 1991. године, насељено мјесто Познановићи имало је 450 становника, сљедећег националног састава:
| Националност       | 1991.        |
| Муслимани          | 447 (99,33%) |
| остали и непознато | 3 (0,67%)    |
| укупно             | 450          |